# Étienne Énault
Pour les articles homonymes, voir Énault.
Étienne Joseph Énault, né le 11 juin 1816 à Brest, mort le 21 août 1883 à Paris 9e, est un romancier français.

## Biographie
Après ses études au collège Bourbon, Énault s’est jeté de bonne heure à corps perdu dans le roman mélodramatique en fournissant des feuilletons à la presse parisienne, où il a connu de très gros succès.
Lorsque Émile de Girardin a voulu remplacer, au Petit Journal, le « genre Richebourg » par des récits plus délicats, il a fait, avec le Michel Strogoff, de Jules Verne, baisser le journal de quatre-vingt mille exemplaires en huit jours. Effrayé, il a vite appelé Émile Richebourg à la rescousse. Étienne Énault était un sous-Richebourg de talent, plus lettré, plus fin, un peu amer. Il devait regretter la députation rêvée en 1848.
Étienne Énault est l’auteur de plusieurs romans, parmi lesquels : le Fils de l’Empereur, qui a fait ses débuts dans la carrière des lettres ; le Portefeuille du Diable, l’Homme de minuit, le Dernier Amour, les Jeunes Filles de Paris, etc. En 1868, il a fait paraitre l’Amour à vingt ans et il a écrit des feuilletons dans le Courrier français et le National. Comme rédacteur au National, il a signé « l’Homme de Minuit ».
En 1848, il a été, avec Louis Judicis, candidat malheureux en Seine-et-Oise où, assez maltraité, il a rapporté une certaine colère déçue contre la politique.
Cousin germain de Louis Énault, très célèbre en son temps, son désespoir était qu’on lui demandât s’il était son frère, il répondait, avec quelque vivacité : « C’est à peine si nous sommes parents ! »
Mort subitement, ses obsèques ont eu lieu à l’église de la Sainte-Trinité.
Chevalier de la Légion d’honneur, il était membre de la Société des gens de lettres.

## Œuvres

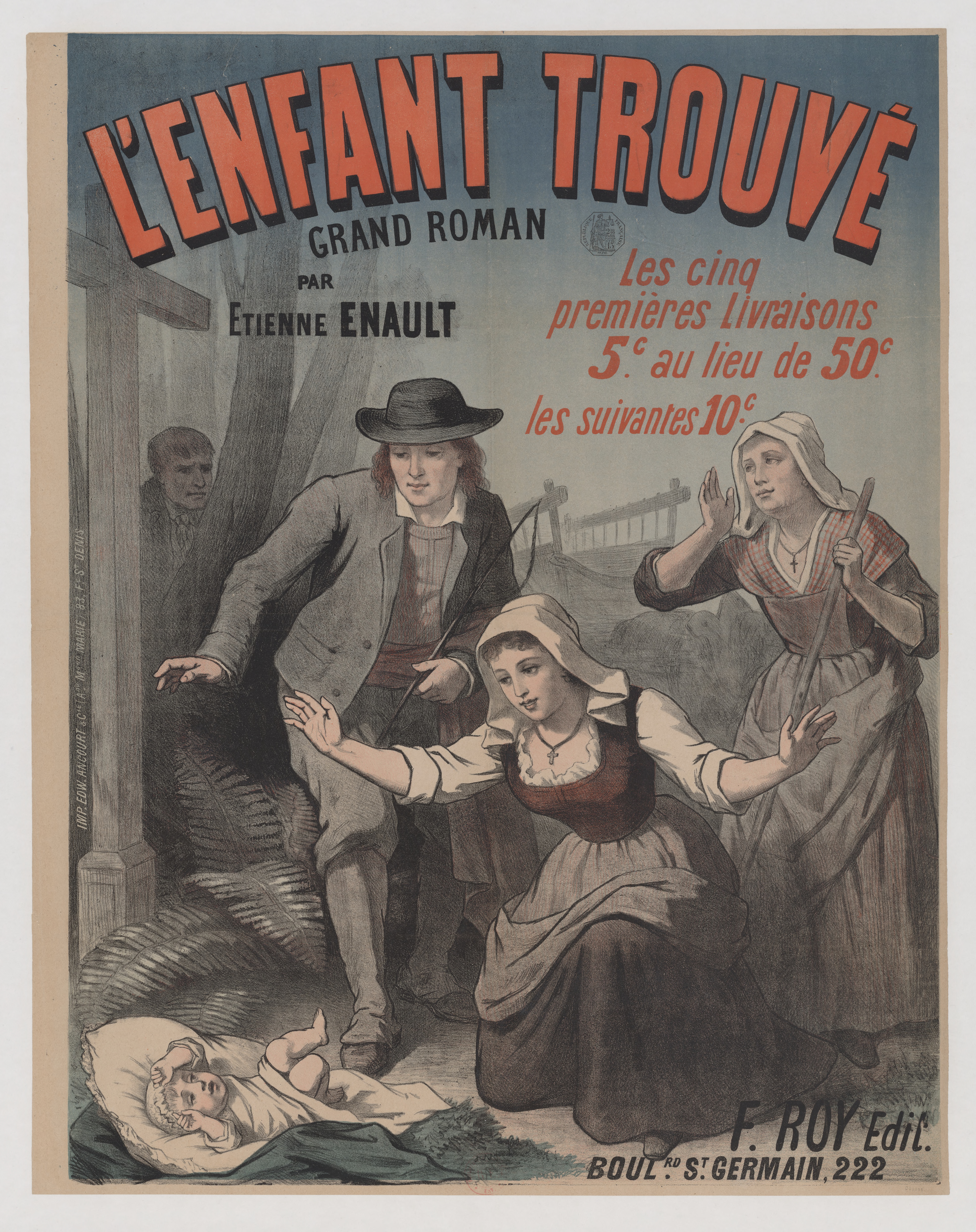
Publicité pour L'Enfant trouvé.

- Le Roman d’une altesse, Paris, Édouard Dentu, 1844.
- Une rose, Paris, impr. de Hinzelin, 1845.
- La Vallée des pervenches, Paris, Desessart, 1846.
- République française. Aux électeurs du département de Seine-et-Oise, signé : Étienne Énault, homme de lettres. [22 mars 1848], Paris, N. Chaix, 1848.
- La Pierre de touche, Paris, impr. Hinzelin, 1850.
- L’Homme de minuit, Paris, avec Louis Judicis, Paris, impr. de Prève, 1856.
- Les Quatre fauvettes : Danielle ; la Pierre de touche ; l’Ile des cygnes : Une simple histoire, Paris, Librairie théâtrale, 1856.
- Le Vagabond, Paris, avec Louis Judicis, Paris, L. de Potter, 1859.
- Le Portefeuille du diable, Paris, L. Chappe, 1860.
- Le Dernier Amour. La chimère, Paris, Édouard Dentu, 1863.
- Histoire d’une conscience, Paris, Édouard Dentu, 1865 ; rééd. coll. « Les maîtres du roman », 1894.
- Scènes dramatiques du mariage, Paris, A. Faure, 1865.
- L’Amour à vingt ans, Paris, Édouard Dentu, 1868.
- Les Honnêtes gens. Mademoiselle de Champrosay, Paris, Édouard Dentu, 1869.
- Yorick, Paris, H. Plon, 1869.
- Les Drames de l’honneur. Histoire d’une conscience, Paris, Bureaux du Siècle, 1873.
- Les Anges de la famille. Miss Mary, Paris, L. Winter, 1877.
- Les Drames de la jeunesse, Paris, Édouard Dentu, 1882.
- Les Drames d’une conscience, Paris, F. Roy, 1884.
- Les Jeunes filles de Paris. Gabrielle de Célestange ; Diane Kerdoval ; Mademoiselle de Champrosay, Paris, F. Roy, 1889.
- Comment on aime, Paris, Hinzelin, 1846, 200 p., 3 vol. in-8º (OCLC 457591909, lire en ligne sur Gallica).
- La Vierge du Liban, Paris, L. Hachette, 1858, ii-439, in-16 (OCLC 37715152, lire en ligne sur Gallica).
- Les Mystères de la conscience, Paris, L. de Potter, 1861, 320 p., 4 vol. in-8º (OCLC 457592106, lire en ligne sur Gallica).
- Le Lac des cygnes : Danielle, Paris, L. Hachette, 1864 (lire en ligne sur Gallica).
- L’Enfant trouvé, Paris, F. Roy, 1876, 450 p., in-4º (OCLC 457591967, lire en ligne sur Gallica).
- Les Drames de l’honneur. Mademoiselle de Champrosay, Paris, Bureaux du Siècle, 1870-1880.
- Les Drames de l’honneur : L’Enfant trouvé, Paris, Bureaux du Siècle, 1873 (lire en ligne sur Gallica).
- Danielle, Paris, Édouard Dentu, 1879, 314 p., in-18 (OCLC 1073356888, lire en ligne sur Gallica).
- Les Jeunes Filles de Paris : Gabrielle de Célestange, Paris, Édouard Dentu, 1872, 404 p., Gr. in-8º (OCLC 457592088, lire en ligne sur Gallica).
- Les Jeunes Filles de Paris : Diane Kerdoval, Paris, Édouard Dentu, 1880, 501 p., in-18 (lire en ligne sur Gallica).
- Les Jeunes Filles de Paris : Mademoiselle de Champrosay, Paris, F. Roy, 1884, 700 p., gr. in-8° (lire en ligne sur Gallica).
- Le Fils de l’empereur, Paris, avec Ch. de Beaufort, Paris, impr. de Boulé, [s.d.]